# Phacelia pinkavae
Phacelia pinkavae är en strävbladig växtart som beskrevs av N.Duane Atwood. Phacelia pinkavae ingår i Faceliasläktet som ingår i familjen strävbladiga växter. Inga underarter finns listade i Catalogue of Life.